# Manyū Hiken-chō
Manyū Hiken-chō (魔乳秘剣帖?) es una serie de manga escrita e ilustrada por Hideki Yamada. Situado en una versión paralela al período Edo en Tahei, la historia se centra en la kunoichi, Chifusa. El manga inició la serialización en la revista Tech Gian de Enterbrain en el 2005. Una adaptación al anime producida por Hoods Entertainment sale al aire en Japón en julio de 2011.

## Personajes
Chifusa Manyū (魔乳 千房 Manyū Chifusa?)
Seiyū: Eri Kitamura (Drama CD), Minako Kotobuki
Es la protagonista de la serie. Es la sucesora del clan Manyū y una samurái experta. Es impulsiva, temeraria y temperamental, pero es leal y bondadosa. A pesar de que estaba destinada a continuar con la tradición Manyū, abandona su familia, debido a su odio por el sistema injusto con el que gobierna su familia (que juzga el valor de las mujeres según el tamaño de sus senos) y roba el pergamino of secrets, que contiene técnicas sobre como agrandar los senos. También es la única capaz de utilizar la técnica conocida como "Chichi-nagare", que le permite controlar la forma de los senos y por lo tanto, le permite agrandarlos o reducirlos. Debido a us falta de experiencia con la técnica, inicialmente sólo puede usarla para absorber los senos de otras mujeres. Después de descubrir esta técnica, Chifusa se propuso dominarla para poder garantizar a todas las mujeres de Japón un busto de tamaño decente. En el episodio nueve, el tamaño de su pecho es de 123 cm. 
Kaede (楓?)
Seiyū: Ryō Hirohashi (Drama CD), Aki Toyosaki
Es la acompañante de Chifusa y mejor amiga de la infancia. Ella es eternamente leal a Chifusa hasta el punto de también abandonar al clan Manyū para irse con Chifusa. Se da entender que varias veces tanto en el manga como en el anime, Kaede esta secretamente enamorada de Chifusa, debido a su comportamiento envidioso cuando Chifusa esta rodeada de hombres o sus constantes intentos de jugar con los pechos de Chifusa. Es por estos comportamientos que las personas que se encuentran a Chifusa y Kaede, asumen que son lesbianas. En el episodio nueve, se revela que el tamaño de sus pechos es de 68 cm.
Kagefusa Manyū (魔乳 影房 Manyū Kagefusa?)
Seiyū: Yumi Tōma (Drama CD), Kaoru Mizuhara
Es la hermana mayor de Chifusa. A diferencia de Chifusa, ella esta conforme con la forma de como gobierna su familia y hace todo lo posible para preservarla. Odia a su hermana porque aunque Chifusa tiene un pecho más pequeño que ella, fue elegida como sucesora de Manyū sobre Kagefusa. Al comienzo del manga como el anime, Chifusa roba los pechos de Kagefusa, cuando saberlo usa la técnica Breast Flow por primera vez. Después del incidente, Kagefusa se ve obligada a utilizar un sostén inflable y jura vengarse de su hermana. Finalmente abandona este rencor después de que Chifusa promete devolverle los senos cuando domine la técnica de Breast Flow. Después de perdonar a Chifusa, la actitud de Kagefusa hacia la vida y al clan Manyū cambia por completo, convirtiéndose en una persona tranquila y relajada.
Ouka Sayama (狭山 桜花 Sayama Ōka?)
Seiyū: Mamiko Noto
Un asesino de Manyu y guardaespaldas de Muneyuki que es enviado por Manyuu para perseguir a Chifusa. Ella es fría y despiadada, no muestra piedad contra ningún enemigo. Ella es una espadachina increíblemente hábil, sus habilidades igualan y posiblemente incluso superan a las de Chifusa. Ella fue la primera persona en la que Chifusa usó la técnica Breast Flow, robándole accidentalmente los senos durante un duelo cuando ambos eran jóvenes. Después de perder sus senos ante Chifusa, Ouka soportó el duro estilo de vida de una plebeya de pecho plano hasta que Muneyuki la contrató, ignorando su falta de posición social debido a sus senos pequeños.
Munenori Manyū (魔乳 胸則 Manyū Munenori?)
Seiyū: Hidekatsu Shibata (Drama CD), Atsushi Ono
El señor del clan Manyu, el gobernante de Japón y el padre de Chifusa. Es el líder de Manyu y el principal antagonista de la serie. Conserva el sistema de gobierno de Manyū, en el que el valor de una mujer se juzga por el tamaño de sus senos, a través de una conducta de gobierno totalitaria. Se muestra que es muy frío y vengativo, emite una sentencia de muerte para su propia hija debido a su deserción y no repara en gastos para detenerla.
Muneyuki Manyū (魔乳 胸幸 Manyū Muneyuki?)
Seiyū: Kenji Hamada
El hermano de Chifusa, a quien inicialmente admira mucho. Es el principal inspector de senos de Manyū debido a su gran habilidad natural para analizarlos. Es por este trabajo que desprecia los pechos grandes, ya que afirma que después de años de mirarlos y analizarlos se ha cansado de ellos. Después de la deserción de Chifusa, surge su lado más oscuro, que revela que es tan despiadado como su padre y está dispuesto a hacer todo lo posible para preservar el gobierno de Manyū. Se da a entender que está enamorado o tiene ciertos sentimientos por Ouka.
Kyoka Manyū (魔乳 胸華 Manyū Kyōka?)
Seiyū: Ayahi Takagaki
La bondadosa hermana mayor de Chifusa. Es la persona más tranquila de su familia y, a pesar de su misericordia general y su buen carácter, sigue siendo enemiga de Chifusa después de su deserción.
Kokage (小影?)
Seiyū: Misato Fukuen
Asistente y mejor amigo de Kagefusa. Muy parecido a lo que Kaede es para Chifusa, Kokage es eternamente leal a Kagefusa, aunque Kagefusa es mucho más severo con Kokage que Chifusa con Kaede. Kokage es muy inexperto en combate y comúnmente actúa como espía y agente de reconocimiento de Kagefusa, buscando información para rastrear la ubicación de Chifusa y Kaede.
Hatomune Mie (三重 鳩宗 Mie Hatomune?)
Seiyū: Chō (Drama CD), Tōru Ōkawa
El señor feudal de una provincia japonesa por la que Chifusa y Kaede viajan durante la mayor parte de la serie. Se le presenta cuando juzga un "Concurso de sacudidas de senos" en el que participa Chifusa para ayudar a un posadero que les permite quedarse en su posada de forma gratuita.

## Medios

### Manga
Manyū Hiken-chō inició la serialización en la revista Tech Gian de Enterbrain en el 2005. El primer Tankōbon fue lanzado el 24 de marzo de 2007, con un total de siete volúmenes disponibles en Japón hasta el 25 de junio de 2011 en Techgian Style.
| N.º | Fecha de publicación  | ISBN                   |
| --- | --------------------- | ---------------------- |
| 1   | 24 de marzo de 2007   | ISBN 978-4-7577-3487-6 |
| 2   | 25 de febrero de 2008 | ISBN 978-4-7577-4005-1 |
| 3   | 25 de octubre de 2008 | ISBN 978-4-7577-4496-7 |
| 4   | 24 de octubre de 2009 | ISBN 978-4-04-726098-6 |
| 5   | 24 de mayo de 2010    | ISBN 978-4-04-726565-3 |
| 6   | 25 de junio de 2011   | ISBN 978-4-04-727379-5 |
| 7   | 25 de enero de 2012   | ISBN 978-4-04-727832-5 |

### CD drama
Un CD drama producido por Chara-Ani fue lanzado el 16 de octubre de 2010, con un diferente elenco de voces que del anime.

### Programa de radio por Internet
Una programa de radio por Internet titulado Manyū Hiken-chō: Oedo Radio (魔乳秘剣帖 大江戸らじを Manyū Hikenchō: Oedo Rajio?) salió al aire en Onsen el 4 de julio de 2011. El show es conducido por Tōru Ōkawa y Mamiko Noto, las seiyūs de Hatomoto Mie y Ouka Sayama respectivamente.

### Anime
En mayo de 2011 Tech Gian anunció que una adaptación al anime del manga estaba en marcha. Producido por Hoods Entertainment, el anime está dirigido por Hiraku Kaneko, la composición de la serie por Seishi Minakami, y diseños de los personajes por Jun Takagi. El anime se emitió en TV Kanagawa el 12 de julio de 2011, seguido por las emisiones posteriores de Tokyo MX, Chiba TV, KBS Kyoto, Sun Television y AT-X, con el streaming de internet proporcionada por ShowTime, Inc. and MovieGate. DVD y Blu-ray de las emisiones de la serie, saldrán a partir del 4 de octubre de 2011, incluirán un OVA titulado "Binyū Tanren-hō • Nyū-Togi". El opening de la serie es "Fate" (運命 Unmei?) y el ending es "Futatsu no Ashiato" (二つの足跡?), ambos realizados por AiRI. Crunchyroll obtuvo la licencia de la serie fuera de Asia, sin censura.